# Plegamans (linaje)

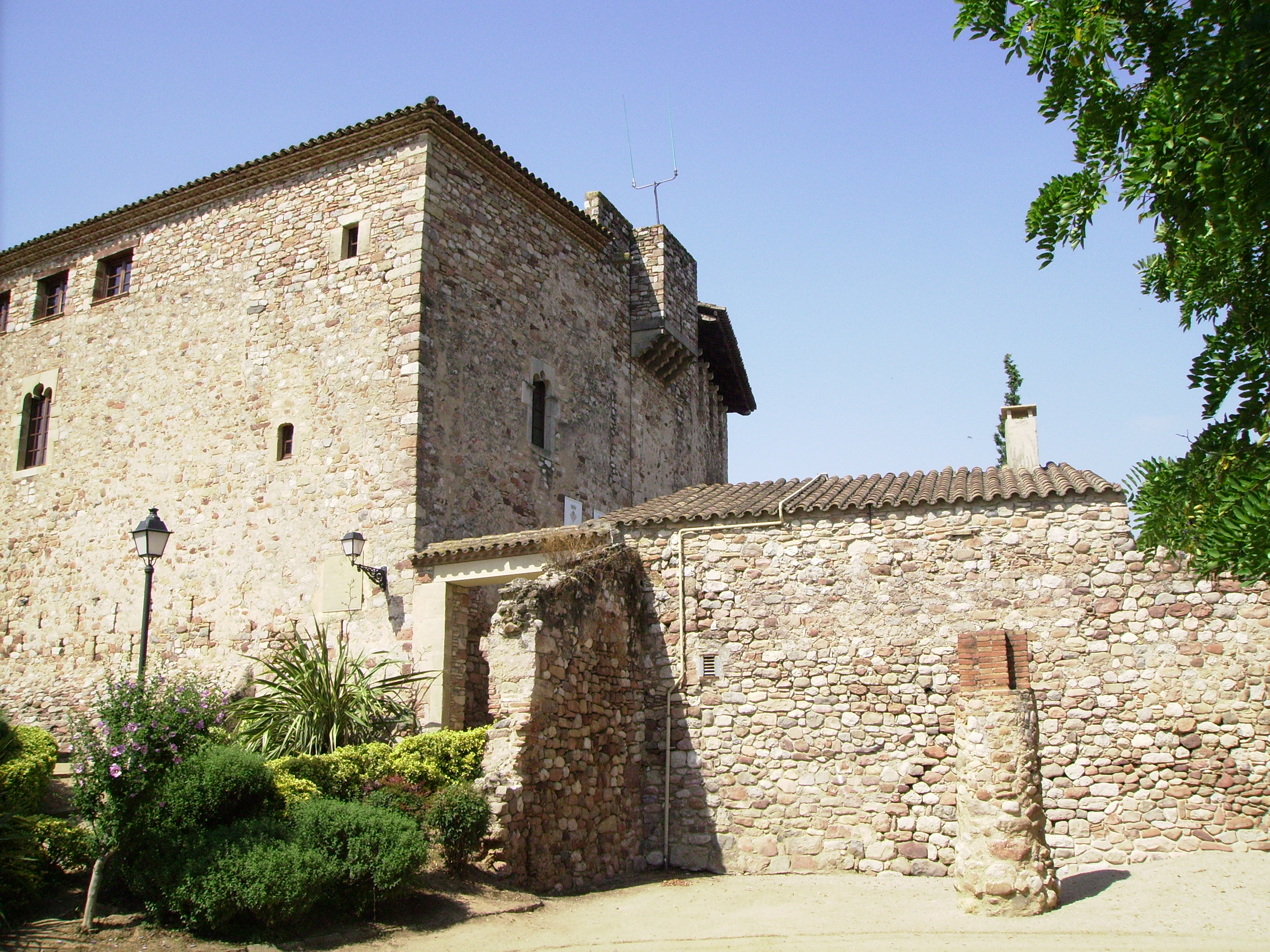
El Castillo de Plegamans.

Los Plegamans fueron un linaje catalán, miembros del patriciado urbano, relacionados con asuntos públicos. Fueron, en muchas ocasiones, personas de confianza de los reyes, almirantes, embajadores, alguaciles y otros cargos públicos. En esta línea, los Plegamans fueron una de las muchas familias de la oligarquía urbana que durante la Baja Edad Media comenzaron a adquirir tierras y lugares, substituyendo a la antigua pequeña nobleza, para así después poder ser prestadores de la corona, y aumentar sus ingresos, obteniendo también concesiones en los gobiernos municipales, con voluntad final de acceder al estatus de la nobleza.
Sobre sus orígenes, las primeras referencias aparecen en el siglo XII, en el año 1151 ya eran caballeros y uno de sus miembros, Dalmau de Plegamans, era capitán general de la armada naval de Ramón Berenguer IV. Durante este siglo aparecen documentados con el castillo de Plegamans.
No obstante, destacan sobre todo durante el siglo XIII, en el que el miembro más destacado es Ramón de Plegamans, lugarteniente de Cataluña y procurador encargado de la construcción de la flota que llevaría a la conquista de Mallorca en el año 1229. Se casó con María, con quien tuvo a Marimon de Plegamans. En el año 1225 fue representante de Barcelona en la asamblea de la Paz y Tregua de Dios de Tortosa. El mismo año compra a Guillermo II de Bearne el Castillo de San Marcial, en Cerdañola, y también los derechos sobre  Teyá, Alella, Badalona y Santa Coloma de Gramanet. El hijo de Ramón, Marimon de Plegamans, fue uno de los pro-hombres que asistió a la otorgación real del Costum de Valencia en 1239, recibiendo un considerable patrimonio de alquerías en la Huerta de Valenciaː la de Trullás, cerca de Sollana, la de Albalat dels Sorells y la de Benemién, además de casas en la ciudad. También otro miembro, Guillermo de Plegamans, recibió la alquería de Benimanor.
Una parte del linaje, a partir del hijo de Marimon, Romeo de Marimon de Plegamans, parece que dan lugar a un nuevo linaje, los de los Marimon. Situados en un lugar social difuso entre la ciudadanía de Barcelona y la baja nobleza, que se convirtieron en señores del Castillo de San Marcial. También tuvieron cargos de confianza del rey y responsabilidades en el gobierno de la ciudad de Barcelona.